# 송태곤
송태곤(宋泰坤, 1986년 9월 8일 서울특별시 ~ )은 대한민국의 바둑 기사이다.

## 약력
충암고등학교를 졸업했으며 1999년에 입단하였다.
- 2002년 오스람코리아배 신예연승최강전 우승
- 2002년 박카스배 천원전 우승
- 2003년 비씨카드배 신인왕전 우승
- 2003년 오스람코리아배 신예연승최강전 우승
- 2003년 후지쯔배 준우승
- 2003년 KBS 바둑왕전 우승
- 2004년 TV아시아 바둑 선수권 대회 준우승